# 6071 Sakitama
A 6071 Sakitama (ideiglenes jelöléssel 1992 AS1) a Naprendszer kisbolygóövében található aszteroida. Tsutomu Hioki és Shuji Hayakawa fedezte fel 1992. január 4-én.